# All for You (bài hát của Janet Jackson)
"All for You" là một bài hát của nghệ sĩ thu âm người Mỹ Janet Jackson nằm trong album phòng thu thứ bảy cùng tên của cô (2001). Nó được phát hành trên sóng phát thanh vào ngày 13 tháng 3 năm 2001, như là đĩa đơn đầu tiên trích từ album bởi Virgin Records. Được viết lời và sản xuất bởi Jackson và bộ đôi Jimmy Jam & Terry Lewis, "All for You" là một bản dance-pop với nội dung nói về việc tán tỉnh một ai đó trên sàn nhảy. Nó nhận được những đánh giá tích cực từ các nhà phê bình âm nhạc, trong đó họ đánh giá cao quá trình chuyển đổi của nữ ca sĩ với những giai điệu tươi sáng và lạc quan hơn so với album phòng thu trước, The Velvet Rope (1997).
Jackson đã được phong tặng danh hiệu "Nữ hoàng Radio" bởi MTV sau khi bài hát đã làm nên lịch sử sóng phát thanh, trở thành đĩa đơn đầu tiên được thêm vào danh sách phát sóng của mọi trạm phát thanh thuộc nhạc pop, rhythmic, và urban ngay trong tuần đầu tiên phát hành. Nó cũng thiết lập kỷ lục là bài hát có thứ hạng tuần đầu cao nhất, mà không được phát hành thương mại ở cả Hoa Kỳ và Pháp. Bài hát đạt vị trí số một trên bảng xếp hạng Billboard Hot 100 trong 7 tuần, trở thành đĩa đơn quán quân thứ mười của Jackson tại Hoa Kỳ. Trên thị trường quốc tế, nó đạt ngôi vị quán quân ở Brazil, Canada và Nhật Bản, và lọt vào top 5 và top 10 trên nhiều bảng xếp hạng trên toàn thế giới.
"All for You" được xem là một trong bài hát thành công nhất trong sự nghiệp của Jackson, và chiến thắng một giải Grammy cho Thu âm nhạc dance xuất sắc nhất, Giải thưởng ASCAP cho Bài hát của năm, và Giải Sự lựa chọn của Giới trẻ cho Đĩa đơn xuất sắc nhất. Nó đã xuất hiện trong hai album tuyển tập của Jackson, Number Ones (2009) and Icon: Number Ones (2010). Video ca nhạc của bài hát đã nhận được nhiều lời khen ngợi từ giới phê bình, và nhận nhiều đề cử tại Giải Video âm nhạc của MTV năm 2001, bao gồm Video của năm.

## Danh sách bài hát
| Đĩa CD tại Úc(7243 8 97487 2 7) 1. "All for You" (bản radio) – 4:24 2. "All for You" (DJ Quik Remix) – 4:06 3. "All for You" (Thunderpuss Club Mix) – 10:28 4. "All for You" (Rockwilder Mix) – 7:20 5. "All for You" (DJ Premier Mix) – 4:06 Đĩa CD quảng cáo tại châu Âu (VSCDJ1801) 1. "All for You" (bản radio) – 4:23 Đĩa CD maxi tại Anh quốc (7243 8 97487 0 3) 1. "All for You" (bản radio) – 4:24 2. "All for You" (DJ Premier Mix) – 4:06 3. "All for You" (Thunderpuss Club Mix) – 10:28 4. "All for You" (Video) Đĩa CD maxi tại Mỹ (DPRO-16172) 1. "All for You" (bản radio) – 4:23 2. "I Get Lonely" – 5:17 Đĩa CD tại Mỹ (V25D97522) 1. "All for You" (bản radio) – 4:23 2. "All for You" (Video Mix) – 4:33 Đĩa CD tại Pháp (7243897488-2) 1. "All for You" (bản radio) – 4:23 2. "All for You" (DJ Premier Remix) – 4:06 Đĩa CD promo tại Nhật (JJ-0001) 1. "All for You" (bản radio) – 4:23 Đĩa CD tại Đài Loan, Malaysia (724389748727) 1. "All for You" (bản radio) – 4:23 2. "All for You" (DJ Quik Remix) – 4:29 3. "All for You" (Thunderpuss Club Mix) – 10:28 4. "All for You" (Rockwilder Mix) – 7:20 5. "All for You" (DJ Premier Remix) – 4:06 Đĩa quảng cáo đôi 12" tại Anh quốc (VSTDJX 1801) A. "All for You" (Thunderpuss Club Mix) – 10:28 B. "All for You" (Thunderdub) – 10:31 C. "All for You" (bản gốc) – 6:31 D. "All for You" (Thunderpuss Tribeapella) – 6:48 Đĩa 12" tại Anh quốc (VST1801) European 12" single (7243 8 97487 6 5) A. "All for You" (Thunderpuss Club Mix) – 10:28 B1. "All for You" (DJ Premier Remix) – 4:06 B2. "All for You" (bản radio) – 4:24 | Đĩa quảng cáo 12" tại châu Âu (VSTDJY 1801) - A1. "All for You" (DJ Premier Remix) – 4:06 - A2. "All for You" (DJ Premier Remix không lời) – 4:05 - B1. "All for You" (Rockwilder Mix) – 7:20 - B2. "All for You" – 6:31 Đĩa 12" tại Mỹ (7243 8 97522 1 2) 1. "All for You" (Thunderpuss Club Mix) – 10:28 2. "All for You" (bản album) – 6:31 3. "All for You" (DJ Quik Remix) – 4:29 4. "All for You" (DJ Premier Mix) – 4:06 5. "All for You" (Rockwilder Mix) – 7:20 Đĩa quảng cáo 12" remix tại Mỹ (SPRO-16157) Đĩa 12" remix tại Mỹ (7087 6 16157 1 5) A1. "All for You" (DJ Quik Remix) – 4:29 A2. "All for You" (Rockwilder Mix) – 7:20 A3. "All for You" (DJ Premier Remix) – 4:06 B1. "All for You" (DJ Quik Remix không lời) – 4:29 B2. "All for You" (Rockwilder Mix không lời) – 7:21 B3. "All for You" (DJ Premier Remix không lời) – 4:05 Đĩa quảng cáo đôi 12" tại Mỹ (SPRO-16155) A1. "All for You" (Thunderpuss Club Mix) – 10:28 A2. "All for You" (Radio Mix) – 4:23 B1. "All for You" (Change It Up Mix) – 10:35 B2. "All for You" (Change It Up Radio Mix) – 3:47 C1. "All for You" (bản album) – 6:31 C2. "All for You" (Thunderdub) – 10:31 D1. "All for You" (không lời) – 6:31 D2. "All for You" (Change It Up Dub) – 7:19 Đĩa quảng cáo 12" tại Mỹ (SPRO-16153) A. "All for You" (bản album) – 6:31 B. "All for You" (không lời) – 6:31 |

## Danh sách phiên bản chính thức
| - Bản gốc – 6:29 - Bản album – 5:30 - Bản radio – 4:24 - Bản video – 4:33 - Bản không lời – 6:19 - Thunderpuss Club Mix – 10:28 - Thunderdub – 10:32 - Thunderpuss Drumapella – 6:49 - Thunderpuss Change It Up Mix – 10:34 - Thunderpuss Change It Up bản Chỉnh sửa – 6:10 - Thunderpuss Change It Up bản Radio – 3:47 - Thunderpuss Change It Up Dubstrumental – 7:19 - Thunderpuss Radio Mix – 4:26 - Thunderpuss Radio TV #1 – 4:21 - Thunderpuss Radio TV #2 – 4:22 - Thunderpuss Radio không lời – 4:21 - Thunderpuss Military Dub – 8:37 - Thunderpuss Military Dubstrumental – 8:37 | - DJ Quik Remix – 4:32 - DJ Quik không lời – 4:32 - Rockwilder Mix – 7:22 - Rockwilder Radio Mix – 4:26 - Instrumental Rockwilder Mix – 7:22 - Dance Rockwilder Mix – 7:22 - DJ Premier Mix (radio) – 4:03 - DJ Premier TV Mix (chính) – 4:03 - DJ Premier không lời – 3:56 - Phats & Small Remix – 6:05 - Call Out Hook #1 – 0:24 - Call Out Hook #2 – 0:21 |

## Xếp hạng
| Bảng xếp hạng (2001)                     | Vị trí cao nhất |
| ---------------------------------------- | --------------- |
| Úc (ARIA)                                | 5               |
| Áo (Ö3 Austria Top 40)                   | 30              |
| Bỉ (Ultratop 50 Flanders)                | 8               |
| Bỉ (Ultratop 50 Wallonia)                | 9               |
| Brazil (ABPD)                            | 1               |
| Canada (Soundscan)                       | 1               |
| Đan Mạch (Tracklisten)                   | 10              |
| Châu Âu (European Hot 100 Singles)       | 3               |
| Phần Lan (Suomen virallinen lista)       | 5               |
| Pháp (SNEP)                              | 3               |
| Đức (Official German Charts)             | 16              |
| Ireland (IRMA)                           | 15              |
| Ý (FIMI)                                 | 4               |
| Nhật (Japan Hot 100)                     | 1               |
| Hà Lan (Dutch Top 40)                    | 5               |
| Hà Lan (Single Top 100)                  | 15              |
| New Zealand (Recorded Music NZ)          | 2               |
| Na Uy (VG-lista)                         | 12              |
| Ba Lan (Polish Singles Chart)            | 1               |
| Scotland (OCC)                           | 11              |
| Tây Ban Nha (PROMUSICAE)                 | 5               |
| Nam Phi (RISA)                           | 1               |
| Thụy Điển (Sverigetopplistan)            | 13              |
| Thụy Sĩ (Schweizer Hitparade)            | 7               |
| Anh Quốc (OCC)                           | 3               |
| Anh Quốc Dance (OCC)                     | 2               |
| Anh Quốc R&B (OCC)                       | 1               |
| Hoa Kỳ Billboard Hot 100                 | 1               |
| Hoa Kỳ Dance Club Songs (Billboard)      | 1               |
| Hoa Kỳ Hot R&B/Hip-Hop Songs (Billboard) | 1               |
| Hoa Kỳ Pop Airplay (Billboard)           | 1               |
| Hoa Kỳ Adult Pop Airplay (Billboard)     | 28              |
| Hoa Kỳ Rhythmic (Billboard)              | 3               |

| Bảng xếp hạng (2001)                 | Vị trí |
| ------------------------------------ | ------ |
| Australia (ARIA)                     | 56     |
| Belgium (Ultratop 50 Flanders)       | 63     |
| Belgium (Ultratop 40 Wallonia)       | 58     |
| France (SNEP)                        | 39     |
| Italy (Hit Parade)                   | 56     |
| Japan (Japan Hot 100)                | 29     |
| Netherlands (Dutch Top 40)           | 61     |
| New Zealand (Recorded Music NZ)      | 27     |
| Switzerland (Schweizer Hitparade)    | 46     |
| UK Singles (Official Charts Company) | 71     |
| US Billboard Hot 100                 | 3      |
| US Hot Dance Club Songs (Billboard)  | 3      |
| US Hot R&B/Hip-Hop Songs (Billboard) | 22     |

| Bảng xếp hạng (2000–2009) | Vị trí |
| ------------------------- | ------ |
| U.S. Billboard Hot 100    | 65     |

## Chứng nhận
| Quốc gia                                                                           | Chứng nhận | Số đơn vị/doanh số chứng nhận |
| ---------------------------------------------------------------------------------- | ---------- | ----------------------------- |
| Úc (ARIA)                                                                          | Bạch kim   | 70.000^                       |
| Pháp (SNEP)                                                                        | Bạc        | 125,000*                      |
| New Zealand (RMNZ)                                                                 | Vàng       | 5.000*                        |
| South Africa (RiSA)                                                                | Bạch kim   | 50,000*                       |
| Anh Quốc (BPI)                                                                     | Bạc        | 200,000^                      |
| * Chứng nhận dựa theo doanh số tiêu thụ. ^ Chứng nhận dựa theo doanh số nhập hàng. |            |                               |

- Billboard đã trao chứng nhận Vàng tại Mỹ khi giới thiệu trao giải cho Jackson.